# 魚沼中条駅
魚沼中条駅（うおぬまなかじょうえき）は、新潟県十日町市中条にある、東日本旅客鉄道（JR東日本）飯山線の駅である。

## 歴史
開業当時既に新潟県内に中条駅があったために、（旧国名の「越後」は付けず）「魚沼」を冠した。

### 年表
- 1927年（昭和2年）11月15日：十日町線・越後岩沢 - 十日町間開業と共に開設[1][2]。
- 1944年（昭和19年）6月1日：飯山線に改称[3]。
- 1963年（昭和38年）2月1日：貨物の取り扱いを廃止[2]。
- 1970年（昭和45年）12月7日：荷物の扱いを廃止[2][4]。駅員無配置駅となる[5]（地元旅行会社に簡易委託化[1]）。
- 1978年（昭和53年）10月2日：完全無人化[1]。
- 1987年（昭和62年）4月1日：国鉄分割民営化により、東日本旅客鉄道の駅となる[2]。

## 駅構造
越後川口方面に向かって左側にある単式ホーム1面1線を有する地上駅である。かつては相対式ホーム2面2線であったが、現在のホームとは反対側にあったホームと線路が撤去され、現在の状態になっている。
十日町駅管理の無人駅となっている。

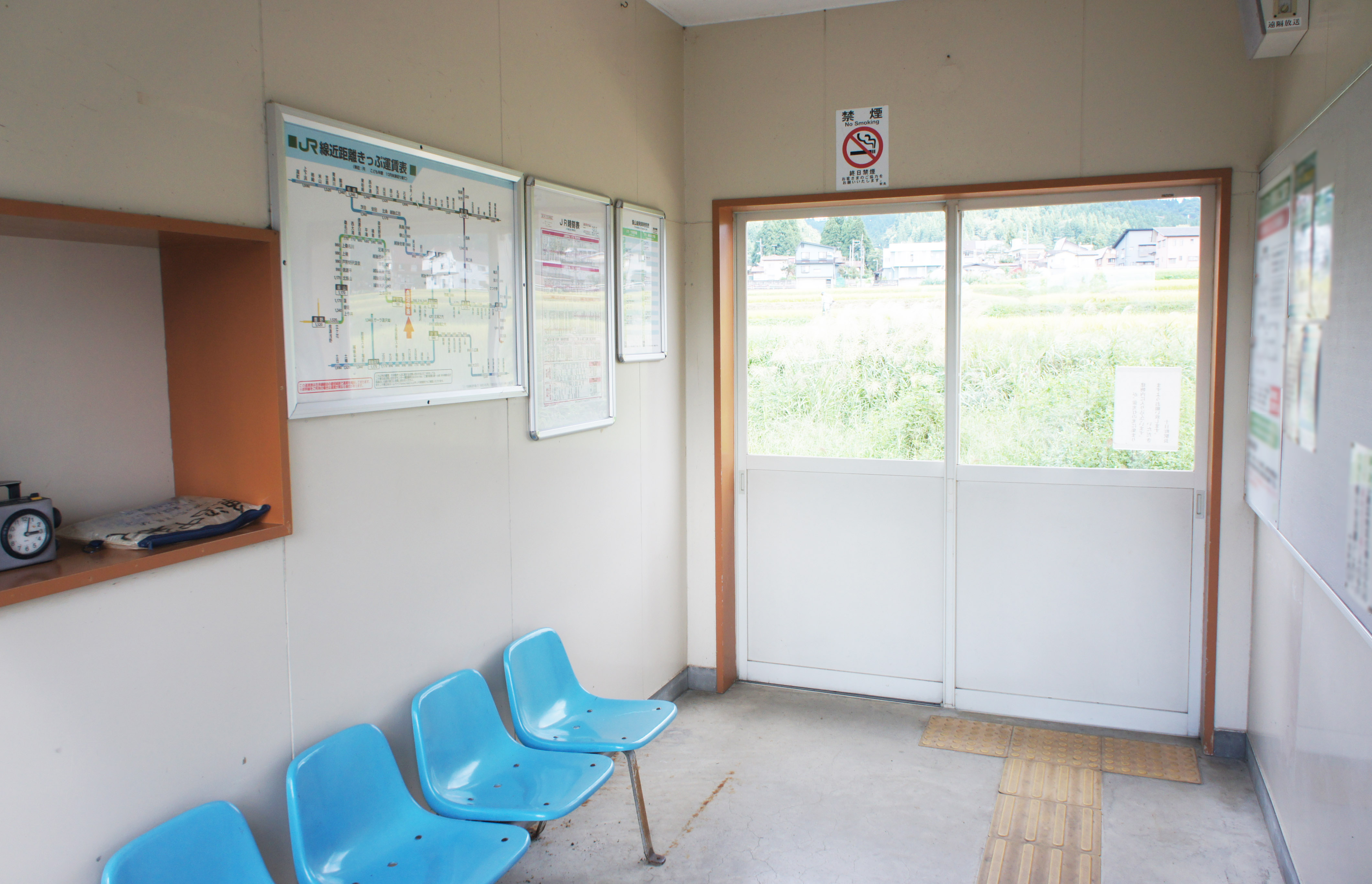
待合室（2021年9月）
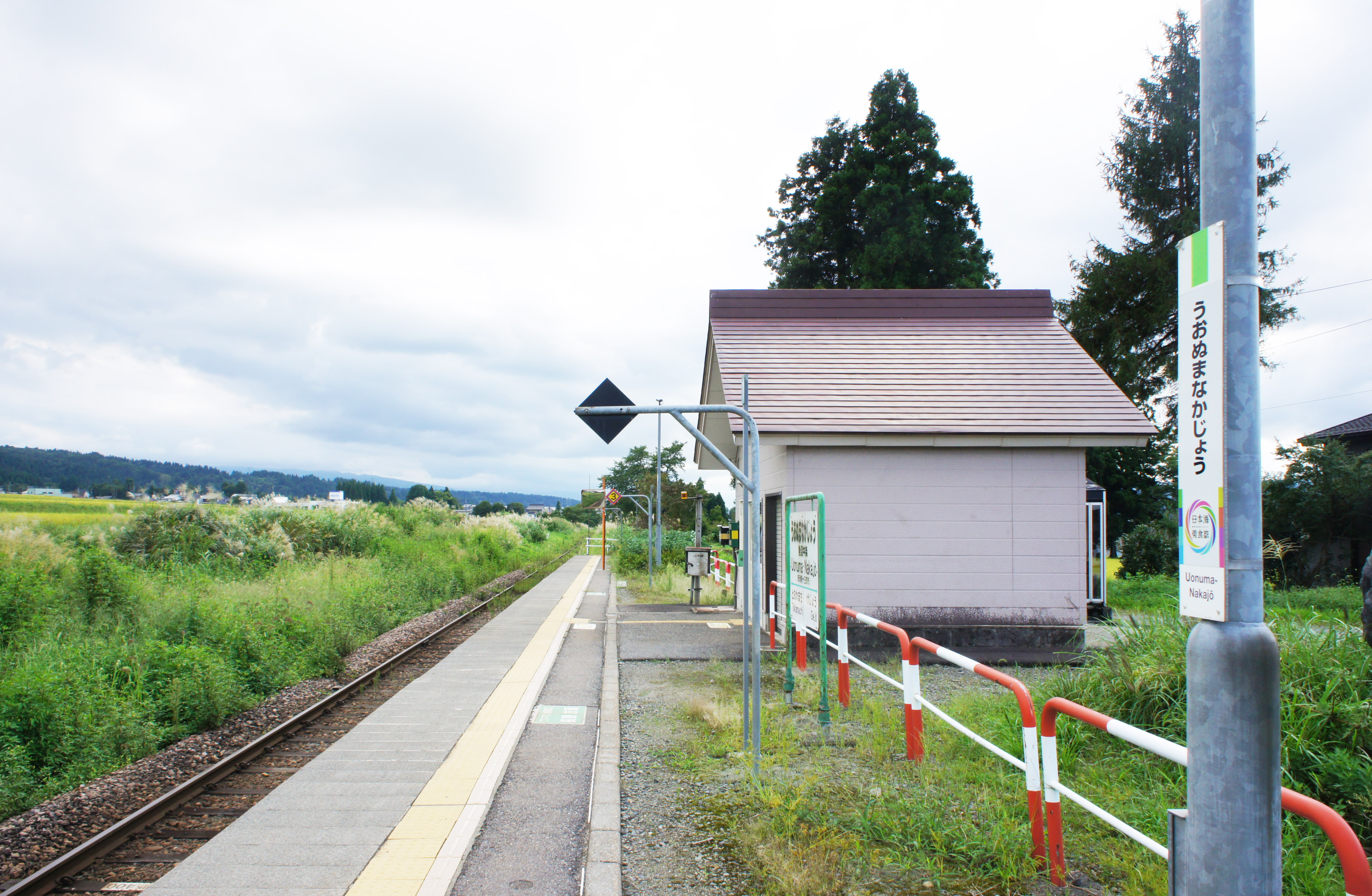
ホーム（2021年9月）

## 駅周辺
- 国道117号
- 魚沼中条郵便局
- 十日町市営陸上競技場
- 十日町市営笹山野球場
- 十日町市立中条中学校
- 笹山遺跡

## 隣の駅
東日本旅客鉄道（JR東日本）
■飯山線
十日町駅 - 魚沼中条駅 - 下条駅